# Richard Harrison Truly
Richard Harrison „Dick“ Truly (* 12. November 1937 in Fayette, Mississippi, Vereinigte Staaten; † 27. Februar 2024) war ein US-amerikanischer Astronaut. Von 1989 bis 1992 war Truly der achte Leiter (Administrator) der US-Weltraumbehörde NASA.

## Ausbildung
Nachdem Truly Schulen in Fayette und Meridian besuchte, erhielt er 1959 vom Georgia Institute of Technology einen Bachelor in Luftfahrttechnik.

## US Air Force
1965 war Truly als einer der ersten militärischen Astronauten der US-Luftwaffe für das MOL-Programm ausgewählt worden. Im August 1969, nach der Einstellung des MOL-Programms, wurde er Astronaut der NASA.

## NASA-Tätigkeit

### Vorbereitung der Space-Shuttle-Flüge
Truly war in den 1970er Jahren im Shuttle-Programm tätig. Er war Pilot (unter Kommandant Joe Engle) einer der beiden Mannschaften, die im Rahmen des ALT-Programms (Approach and Landing Tests) zwischen Februar und November 1977 das Verhalten der Raumfähren beim Landeanflug untersuchten.

### STS-1
Truly war Ersatzpilot für die erste Shuttle-Mission STS-1. Ersatz-Kommandant war Joe Engle.

### STS-2
Am 12. November 1981, seinem 44. Geburtstag, startete Richard Truly als Pilot mit der Raumfähre Columbia (OV-102) zu seinem ersten Flug ins All. STS-2 war der erste Raumflug, bei dem ein bemanntes Raumfahrzeug wiederbenutzt wurde: die Raumfähre Columbia war bereits bei der Mission STS-1 zum Einsatz gekommen. Kommandant von STS-2 war Joe Engle.

### STS-8
Am 30. August 1983 flog Truly als Kommandant des Space Shuttle Challenger (OV-99) seine zweite Mission ins All. Das war der erste Nachtstart und die erste Nachtlandung im Space-Shuttle-Programm.

### Administrative Aufgaben
Truly hatte im Herbst 1983 die Raumfahrtbehörde verlassen und war Kommandant des Naval Space Command in Dahlgren (Virginia). Drei Wochen nach dem Challenger-Unglück kehrte er am 20. Februar 1986 zur NASA als „Associate Administrator for Space Flight“ zurück. Sein vorrangiges Ziel war die Überwachung der Rückkehr des Space Shuttle zum Flugbetrieb. Darüber hinaus war er auch für längerfristige Fragen zuständig, z. B. ob man die verlorene Challenger durch ein neues Space Shuttle ersetzen sollte und zur Rolle des Shuttles in der Zukunft. Obwohl die Ursache für das Challenger-Unglück innerhalb einiger Tage gefunden wurde, dauerte dessen Behebung um einiges länger. Das nächste Shuttle, die Discovery, konnte erst nach 31 Monaten am 29. September 1988 starten. Im Mai 1989 wurde Truly zum achten Leiter (Administrator) der NASA ernannt. Kurz vor Antritt dieses Amtes, das er bis Mai 1992 innehatte, schied er als Vizeadmiral aus der U.S. Navy aus. Er ist damit einer von nur vier Raumfahrern (Stafford, Chilton, Helms, Truly), die in diese Rangklasse der US-Streitkräfte aufstiegen.

## Nach der NASA
Nach seiner Zeit bei der NASA wurde Truly zum Vizepräsidenten und Direktor des Georgia Tech Research Institute (ein Teil des Georgia Institute of Technology in Atlanta).
Ab 1997 bis November 2004 war Truly Chef des National Renewable Energy Laboratory in Golden, Colorado.

## Privates
Richard Truly war verheiratet und hatte drei Kinder.